# Burmannia engganensis
Burmannia engganensis är en enhjärtbladig växtart som beskrevs av Fredrik Pieter Jonker. Burmannia engganensis ingår i släktet Burmannia och familjen Burmanniaceae. Inga underarter finns listade i Catalogue of Life.